# Pfaffenheim
Pfaffenheim (en alsacià Pfàffene) és un municipi francès, situat a la regió del Gran Est, al departament de l'Alt Rin. L'any 2005 tenia 1.307 habitants.

## Demografia
| 1962  | 1968  | 1975  | 1982  | 1990  | 1999  |
| ----- | ----- | ----- | ----- | ----- | ----- |
| 1.031 | 1.007 | 1.103 | 1.087 | 1.130 | 1.186 |

## Administració
| Període | Identitat   | Partit |
| ------- | ----------- | ------ |
| 1995-   | Romain Siry |        |